# Lago Yamdrok Yumtso

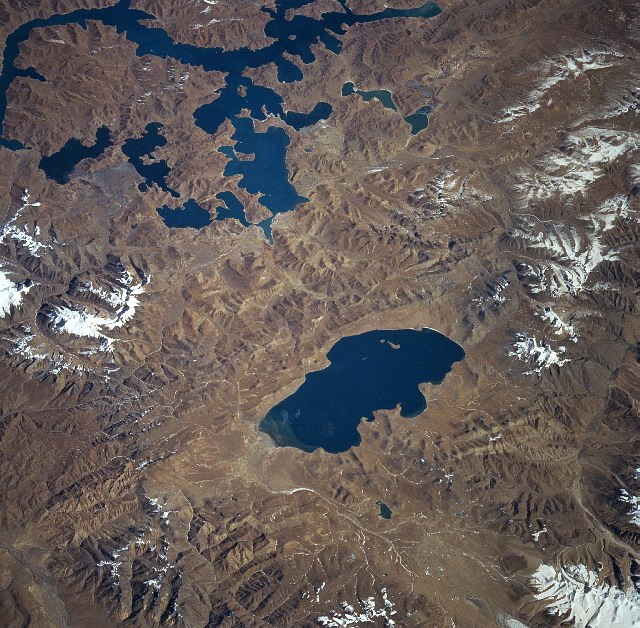
Lago Yamdrok Yumtso (no topo) e lago Puma Yumtso (abaixo) vistos do espaço, novembro de 1997

O Yamdrok Yumtso é um dos quatro lagos sagrados do Tibete. Está localizado na Cidade-prefeitura de Shannan, na Região Autônoma do Tibete. Ele está localizado no condado de Nhagartse, a caminho de Gyantse, e a 50 quilômetros de Tsedang Yumtso. Está situado a uma altitude de 4480 metros e tem uma área de 636 quilômetros quadrados e um perímetro de 250 quilômetros. A profundidade média da água no lago é de cerca de 30 a 40 metros com a maior profundidade relatada de 60 metros. Existem muitas espécies de peixes tibetanos no lago. A fauna aquática observada no lago foi listada como pato selvagem, ganso e muitas outras espécies.  
O lago, é um dos três maiores lagos sagrados do Tibete e tem mais de 72 quilômetros de comprimento. O lago possui uma disposição de um leque, espalhando-se ao sul, mas estreitando-se ao norte. Visto do topo do Passo Gampala, o lago aparece na forma de um escorpião. A margem montanhosa do lago é altamente irregular, com inúmeras baías e enseadas. O Lago Yamdrok congela no inverno. Tal como as montanhas, os lagos são considerados sagrados pelo povo tibetano, sendo considerados moradas de divindades protetoras e, portanto, carregados de poderes espirituais. É o maior lago do sul do Tibete e abriga o famoso Mosteiro de Samding, que fica em uma península ao sul do lago. O mosteiro é onde Dorje Phagmo, uma das poucas lamas mulheres importantes da cultura tibetana, habitou e presidiu. 
A Estação Hidrelétrica Yamdrok foi concluída e inaugurada em 1996, perto da pequena vila de Pai-Ti, na extremidade oeste do lago. Esta central elétrica é a maior do Tibete. 

## Ver Também
- Puma Yumtso
- Lhamo Latso